# Ordensstat
En ordensstat er en statsdannelse, hvis suverænitet udøves af en ridderorden med stormesteren som statsoverhoved. Der har i Europas historie eksisteret tre ordensstater, Den Tyske Ordens stat i Baltikum og Johanniterordenens statsdannelser, dels på Rhodos og dels på Malta. Den sidstnævnte ridderorden opererer endnu på flere måder som en stat uden territorium.

## Den Tyske Orden
Efter fordrivelsen fra Palæstina og siden fra Transsylvanien, hvor den stod under den ungarske konge, fik Den Tyske Orden ved paveligt dekret i 1226 ret til at administrere alt erobret land i forbindelse med korstogene i østersøområdet som en suveræn stat og underlagde sig frem til 1250 med udgangspunkt i de senere tyske provinser Vestpreussen og Østpreussen det nuværende Letland og Estland. 
De tidligste erobringer i dette område foretoges dog af De Livlandske Sværdriddere, der i 1236 indlemmedes i Den Tyske Orden. Danmark erobrede allerede i 1219 det nordlige Estland og solgte det først til ordensstaten i 1346, idet Valdemar Atterdag havde brug for penge til pantindløsningen af Danmark. 
Stormesterens residens lå i Marienburg, nu den polske by Malbork. Ordenen ejede også landområder i Pommern inden for Det Tysk-romerske rige; disse administreredes af en Deutschmeister, der var underlagt ordenens stormester, Hochmeister. Fra 1398 til 1408 havde ordenen desuden Gotland i pant efter at have fordrevet fetaljebrødrene.
Efter Slaget ved Tannenberg mod Polen-Litauen i 1410, hvor forsøg på at erobre dele af Litauen måtte opgives, begyndte en nedgangstid for ordensstaten, der i 1466 måtte overgive Vestpreussen til Polen og flytte residensbyen til Königsberg. I 1494 anerkendtes den tysk-romerske kejser formelt som stormesterens lensherre.
Efter begyndende indre uroligheder i ordenen som følge af Reformationen omdannedes ordensstaten i 1525 til en verdslig stat, hertugdømmet Preussen, under polsk overhøjhed, og dette faldt i de følgende årtier fra hinanden i mindre hertugdømmer, der i 1600-tallet blev delt mellem Polen og Sverige.
Den Tyske Orden har efterladt sig betydelige borgruiner i Baltikum og Preussen; Marienburg er således verdens største teglstensborg. Ordenen er i dag en rent gejstlig ridderorden med hovedsæde i Wien.

## Johanniterordenen
Efter at være drevet ud fra Palæstina i 1187-1291 søgte Johanniterridderne tilflugt på Cypern, hvorfra de i 1307 indledte en to år lang krig for at erobre Rhodos fra Det Østromerske rige. I 1309 etableredes den suveræne ordensstat på øen med stormesterresidens i Rhodos by.
Johanniterridderne forsvarede øen mod pirater og modstod også to store angreb, dels fra den egyptiske sultan i 1444, dels fra den osmanniske sultan Mehmed Erobreren i 1480, et slag med store osmanniske tab, der efter Byzans' fald havde hele Europas opmærksomhed. I 1494 lykkedes det ordenen at udvide sit område til fastlandet, idet halvøen omkring Halikarnassos, i dag den tyrkiske by Bodrum, erobredes.
I 1522 havde sultan Süleyman den Prægtige imidlertid held med at erobre Rhodos efter en langvarig belejring, hvorefter de overlevende riddere fik frit lejde til at forlade øen og efter et par års flakken omkring kom under den tysk-romerske kejser Karl 5.s vinger, idet han i 1530 tilbød ordenen Malta som ordensstat. 
Stormesteren stod her i et lensforhold til kejseren, hvilket dog nærmest var symbolsk i praksis, idet det indebar levering af én jagtfalk om året til hans sicilianske vicekonge. Stormesteren fik i 1607 titel af tysk-romersk rigsfyrste og i 1630 af kardinal.
Ordenen havde i næsten 300 år magtbase på Malta med stormesterresidens i Valletta og blev kendt som malteserridderne. Det var ordenen pålagt ikke at gå i kamp mod kristne lande, men den fortsatte aktionerne mod pirater i Middelhavet og måtte i 1565 atter modstå et stort osmannisk angreb.
Ordenen erhvervede i 1653 et suverænt territorium i Den Nye Verden, da den ved en testamentarisk gave overtog fire franske øer i De Små Antiller: Saint-Barthélemy, Saint Kitts (Saint-Christophe), Sankt Croix (Sainte-Croix) og Saint-Martin. Man begyndte en vis byggevirksomhed, men turde dog ikke binde an med en egentlig kolonisering og endte med atter at afhænde øerne til Frankrig i 1665. 
På grund af bestemmelsen om ikke at gå i krig mod en kristen hær blev Malteserordenen i 1798 et let bytte for Napoleon, der indtog Malta uden kamp og forviste ordenen, der atter måtte igennem en periode med skiftende opholdssteder. Gustav 6. Adolf tilbød i 1806 ordenen Gotland, dog under svensk overhøjhed med ham selv som lensherre. Ordenen takkede dog nej, da den ikke ville i et afhængighedsforhold til en protestantisk fyrste.
I 1834 etablerede den sig under pavelig protektion og fra 1869 med eksterritorial status i Rom, hvorfra dens sociale og sygeplejemæssige aktiviteter administreres, og hvor dens statsapparat og -symboler fortsat eksisterer, i dag dog uden et egentligt territorium. Stormesteren fører fortsat titel af fyrste.

## Tempelridderordenen
Den tredje korsridderorden, Tempelridderne, stræbte i 1200-tallet efter at overtage kongeriget Aragonien som ordensstat, hvilket ville have været en meget magtfuld statsdannelse, men dette kom ikke til udførelse, da ordenen af paven blev nedlagt i 1312 efter anklager om kætteri.